# Baudouinia louvelii
Baudouinia louvelii är en ärtväxtart som beskrevs av René Viguier. Baudouinia louvelii ingår i släktet Baudouinia och familjen ärtväxter. Inga underarter finns listade i Catalogue of Life.